# Sarrians
Sarrians – miejscowość i gmina we Francji, w regionie Prowansja-Alpy-Lazurowe Wybrzeże, w departamencie Vaucluse.
Według danych na rok 1990 gminę zamieszkiwały 5094 osoby, a gęstość zaludnienia wynosiła 136 osób/km² (wśród 963 gmin regionu Prowansja-Alpy-W. Lazurowe Sarrians plasuje się na 134. miejscu pod względem liczby ludności, natomiast pod względem powierzchni na miejscu 241.).

## Populacja

Populacja Sarrians w latach 1962–2008